# Ulica Jacka Malczewskiego w Kłodzku
Ulica Jacka Malczewskiego – ulica położona na Wyspie Piasek w centrum Kłodzka, stanowiąca główną oś komunikacyjną Osiedla Nysa. Współcześnie rozpoczyna ona swój bieg od skrzyżowania z ulicami: Ignacego Daszyńskiego oraz Tadeusza Kościuszki. Swój bieg kończy za mostem nad kanałem Młynówka, przechodząc w ulicę Gustawa Morcinka, a krzyżując się z ulicą Janusza Kusocińskiego. Nazwa ulicy upamiętnia Jacka Malczewskiego – polskiego malarza, przedstawiciela symbolizmu przełomu XIX i XX wieku, co wpisuje się w nazewnictwo wielu ulic Wyspy Piasek, których nazwy, nadane po zakończeniu II wojny światowej i objęciu miasta przez polską administrację, upamiętniają polskich malarzy.

## Przebieg i ruch uliczny
Ulica Jacka Malczewskiego położona jest równolegle do Nysy Kłodzkiej, od której oddzielona jest wałem ziemnym, na którym znajduje się promenada miejska. Znajduje się w południowej części Wyspy Piasek. Stanowi główną arterię komunikacyjną Osiedla Nysa. Rozpoczyna się od skrzyżowania z ulicami: Ignacego Daszyńskiego i Tadeusza Kościuszki, następnie dwukrotnie dobiega do niej aleja Xawerego Dunikowskiego, stanowiąca drugą ulicę na osiedlu nyskim. Swój bieg kończy ona za mostem nad kanałem Młynówką, po którego przekroczeniu przechodzi w ulicę Gustawa Morcinka, a krzyżuje się z ulicą Janusza Kusocińskiego.
Ulica jest dwukierunkowa. Stanowi drogę gminną, będącą w zarządzie gminy miejskiej Kłodzko. W środkowym jej biegu umiejscowiony był przystanek autobusowy: Malczewskiego. Do 2018 roku korzystała z niego firma A-Vista, obsługująca komunikację miejską w Kłodzku. Aktualnie przez ulicę Malczewskiego nie przebiegają trasy komunikacji miejskiej.

## Historia
Obszar dzisiejszej ulicy Jacka Malczewskiego przed średniowieczem stanowiły lasy okalające ówczesne Kłodzko wraz z jego przedmieściami. Sytuacja ta uległa zmianie około 1250 roku, kiedy do Kłodzka został sprowadzony zakon franciszkanów przez księcia wrocławskiego Władysława Piastowicza. Otrzymali oni w posiadanie Wyspę Piasek. Tym samym rozpoczęli oni proces zagospodarowywania tego terenu zgodnie z potrzebami gospodarki klasztornej, m.in. stopniowo wykarczowywano las, zakładano sady, co zajęło zakonnikom kilka kolejnych stuleci i przerywane było wojnami oraz okresami niepokojów.

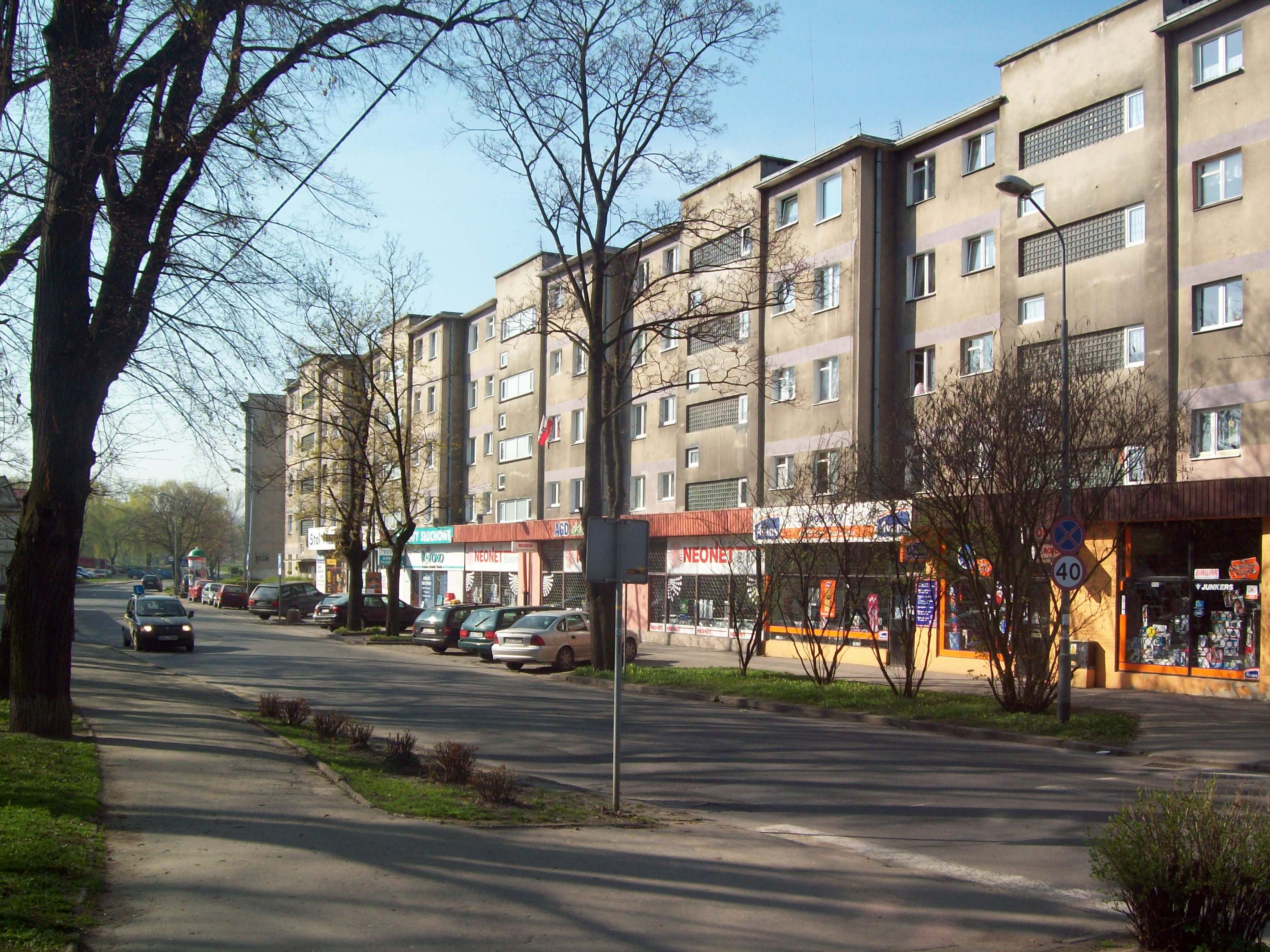
Ulica Malczewskiego, widok od strony skrzyżowania z ulicami Daszyńskiego i Kościuszki na klatkowiec B ze sklepami na parterze

W okresie nowożytnym wraz z rozwojem kłodzkich przedmieść w rejonie dzisiejszej ulicy Malczewskiego zaczęły powstawać pierwsze domy mieszkalne, które ulegały zniszczeniom podczas wojen, m.in. podczas wojny trzydziestoletniej (1630–1648) czy wojen śląskich (1740–1763). W trakcie trwania tego ostatniego konfliktu zbrojnego doszło zapewne do ostatecznego wytyczenia dzisiejszej ulicy, co obrazuje jeden z najstarszych zachowanych planów, przedstawiający Kłodzko w 1760 roku autorstwa A. Heyera. Była to lokalna droga polna prowadząca z Przedmieścia Piasek na południową część wyspy, w której zbudowano w tym czasie młyn zbożowy w rejonie w którym rozpoczyna się kanał Młynówka. W środkowej części ulicy założono Gospodę „Złota Gwiazda” (niem. Gasthof Goldener Stern).
| Lata          | Nazwa                   |
| ------------- | ----------------------- |
| ok. 1883–1945 | Am Holzplan             |
| od 1945 roku  | ul. Jacka Malczewskiego |

Wraz z wprowadzeniem w 1808 roku w Prusach ustawy o miastach obszar Wyspy Piaskowej znalazł się w granicach miasta, jednak mimo tego wciąż obowiązywały ograniczenia budowlane, co związane było z tym, iż Kłodzko miało status miasta-twierdzy. W 1810 roku dokonano sekularyzacji dóbr klasztornych, w wyniku których dobra franciszkanów zostały przejęte przez państwo. Południowa część Piasku znalazła się w rękach wojska. W 1877 roku władze państwowe ostatecznie zniosły status miasta-twierdzy w Kłodzku i tym samym wyraziły zgodę na swobodną zabudowę dawnych przedmieść. W latach 1883–1886 na sąsiednim brzegu Młynówki zbudowano nowe koszary dla 38 Regimentu im. Feldmarszałka von Moltke, co miało znaczące znaczenie dla południowej części Wyspy Piaskowej, ponieważ w jej południowej części urządzono tzw. „Holzplan”, czyli plac ćwiczeniowy dla żołnierzy. Korzystali z niego również strażacy, którzy posiadali tu swoją wieżę obserwacyjną (rozebraną w 1911 roku). Ówczesna ulica Jacka Malczewskiego otrzymała nazwę Am Holzplan. Rozbudowie uległ zajazd „Złota Gwiazda”, a w jego sąsiedztwie powstała restauracja o nazwie „Dom Strzelców” (niem. Schützenhaus), kończąca założony w tym samym okresie Park Hrabiego Götzena (niem. Graf Götzen Promenade). W dwudziestoleciu międzywojennym ulica otrzymała nową brukową nawierzchnię. Zbudowane zostały też dwa nowe domy jednorodzinne (nr 5 i 7).

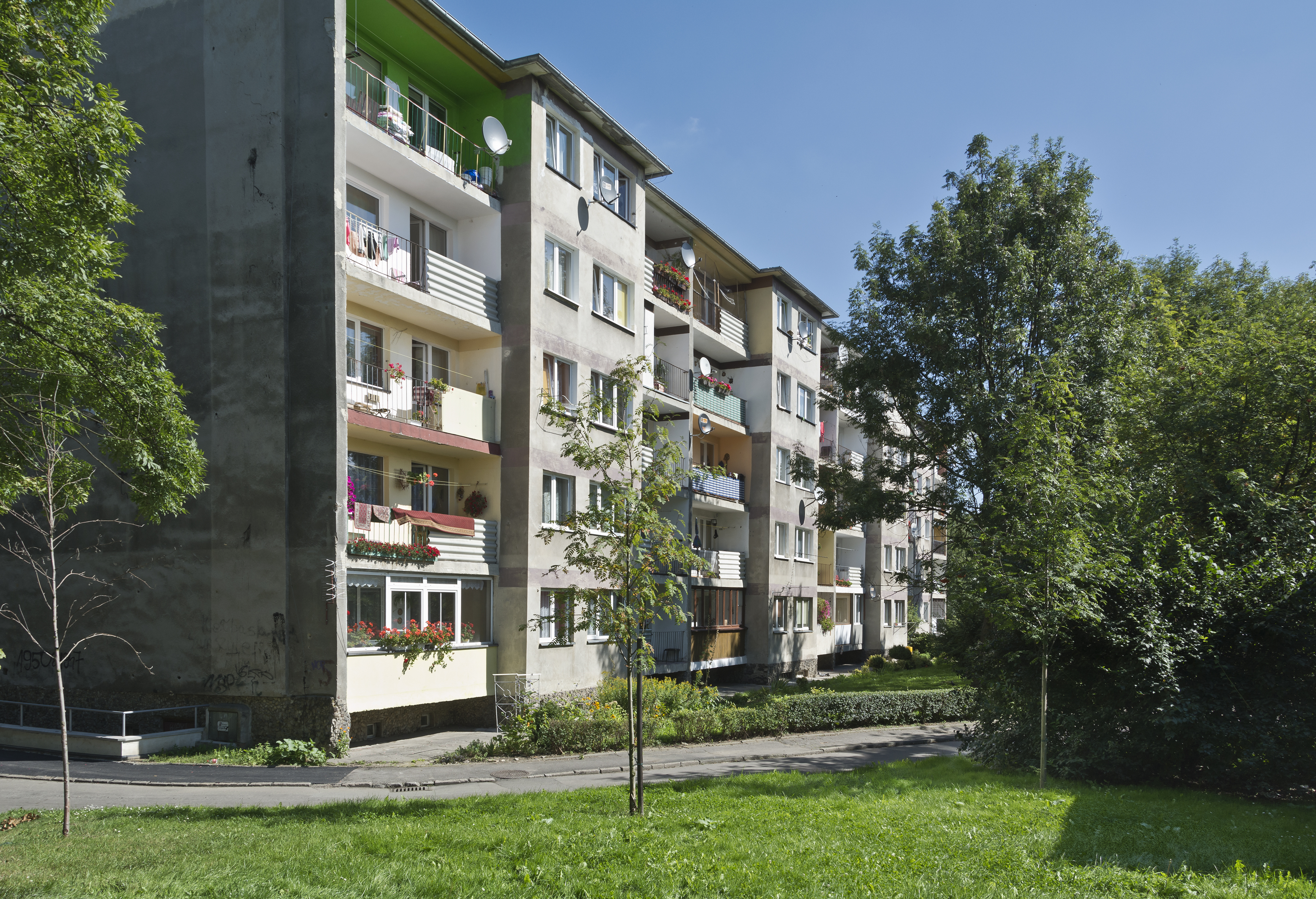
Blok przy ul. Malczewskiego C powstały w latach 1966–1967

Po przejęciu Kłodzka przez władze polskie w 1945 roku po zakończeniu II wojny światowej ulicy nadano oficjalną nazwę Jacka Malczewskiego. W 1951 roku czynem społecznym pracowników kolei w miejscu dawnego targu (niem. Viehmarkt) oraz częściowo „Holzplanu” wybudowano stadion piłkarski Związkowego Klubu Sportowego „Spójnia” Kłodzko. Poza meczami piłki nożnej odbywały się na nim także festyny.
Przełomem w dziejach tej części miasta okazały się być lata 60. XX wieku, kiedy to podjęto decyzję o budowie w tym rejonie nowego osiedla mieszkaniowego, składającego się z kilku bloków z wielkiej płyty. Według planów władz miasta z 1961 roku na nowym osiedlu miało się znaleźć blisko 450 nowych mieszkań. Inwestorem była Powiatowa Spółdzielnia Mieszkaniowa w Kłodzku powstała w 1962 roku. Wzdłuż ulicy Malczewskiego wybudowano w latach 1965–1967 dwa klatkowce, które początkowo oznakowano literami „A” i „B”. Następnie za wspomnianymi klatkowcami wzniesiono prostopadle do Młynówki kolejne bloki mieszkalne o numerach „C”, „D”, „E”, „F”, „G” i „H”.
Ulica znacząco ucierpiało podczas powodzi tysiąclecia, jaka miała miejsce w nocy z 7 na 8 lipca 1997 roku na ziemi kłodzkiej. W jej wyniku woda przerwała wał przeciwpowodziowy w okolicach mostu dla pieszych koło jazu zalewając całe osiedle. W latach 2014–2015 miała miejsce termomodernizacja oraz przemalowanie elewacji bloków-klatkowców przy ul. Malczewskiego. Kolejny raz woda przelała się przez wał 15 września 2024 roku w czasie wylania Nysy Kłodzkiej wskutek pęknięcia zapory w Stroniu Śląskim. Jeszcze w końcu listopada na przyległym Osiedlu Nysa nie było gazu w sieci ani w mieszkaniach.

## Obiekty

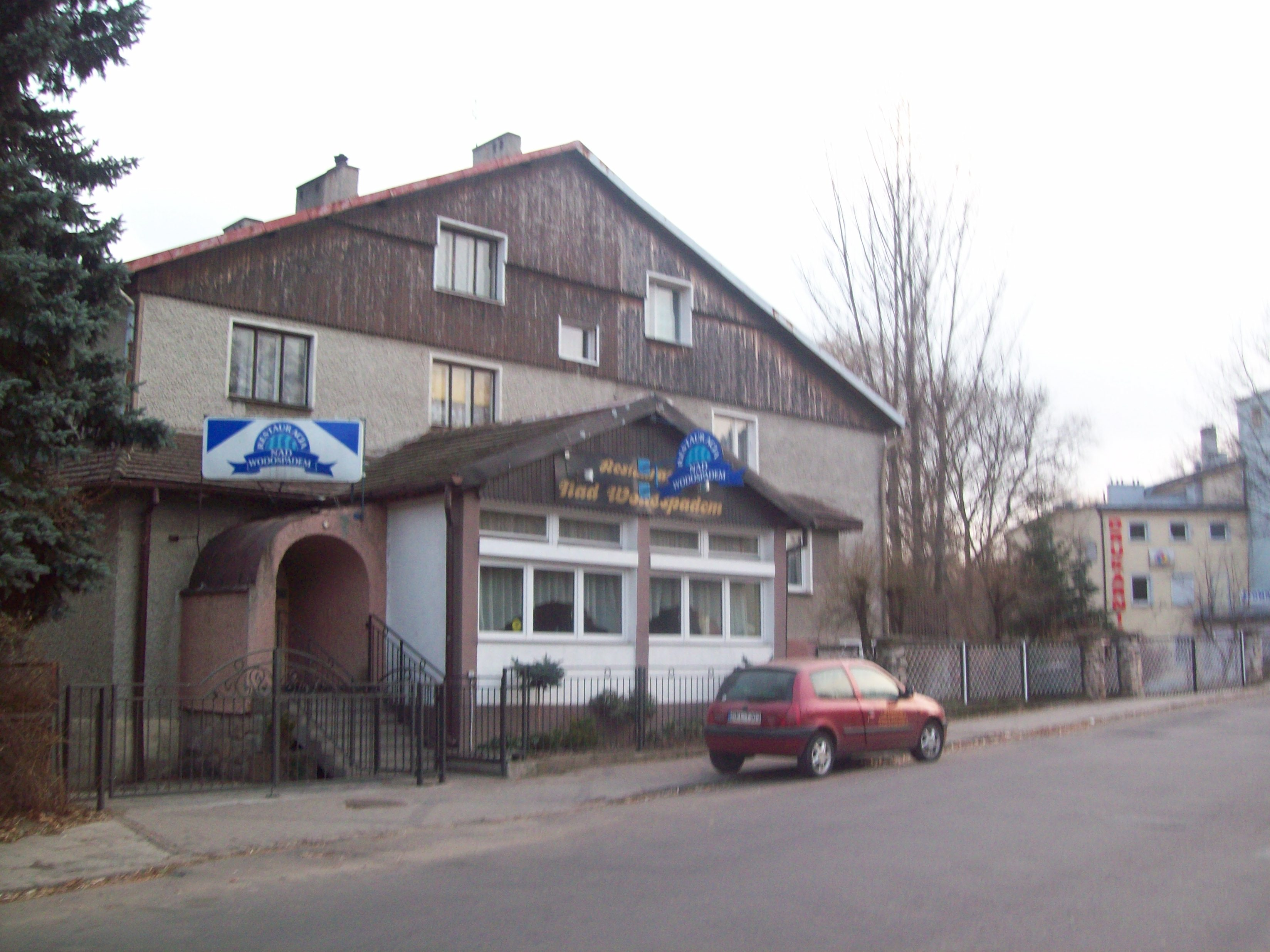
Restauracja „Nad Wodospadem” przy ul. Malczewskiego 7a

Ulica Jacka Malczewskiego ma zwartą zabudowę pochodzącą w większości z 2. połowy lat 60. XX wieku, kiedy to powstało w tym rejonie nowe osiedle mieszkaniowe, uzupełnione w kolejnych latach o pawilon handlowy w rejonie kładki dla pieszych na miejskiej promenadzie. Najstarszym zachowanym obiektem jest budynek dawnej Gospody „Złota Gwiazda” (niem. Gasthof Goldener Stern), powstały w 2. połowie XVIII wieku (nr 3–3a).
Wykaz obiektów znajdujących się przy ul. Jacka Malczewskiego:
- biurowiec przy ul. Malczewskiego 1 – powstały w 1965 roku, mieści aktualnie m.in.: Wojewódzkie Biuro Projektów, biuro rachunkowe oraz ośrodek szkolenia kierowców Aibin[29].
- budynek przy ul. Malczewskiego 1a – w 2. połowie lat 80. XIX wieku w tym miejscu działała strzelnica wojskowa przy której postawiono w 1888 roku restaurację „Dom Strzelców” (niem. Schützenhaus)[30]; obecnie w tym miejscu zbudowano restaurację i pokoje gościnne „Bizancjum”; restauracja została otwarta w 2010 roku, zaś w dobudowanej części od 2016 roku zaczęto świadczyć usługi noclegowe (7 pokoi)[31][32].
- klatkowiec przy ul. Malczewskiego 2–12 – zbudowany w latach 1966–1967, początkowo nosił numer „B”, blok mieszkalny złożony z sześciu jednostek, liczących po pięć kondygnacji; każdy z segmentów ma własną klatkę schodową, a na każdej kondygnacji znajdują się dwa mieszkania z oknami wychodzącymi na obie zewnętrzne elewacje; dodatkowo segmenty 4–10 mają na parterze od strony ulicy powierzchnię handlowo-usługową[33], którą zajmują obecnie sklep spożywczy „Żabka”, salon fryzjerski oraz dwa sklepy ze sprzętem RTV i AGD[34].
- budynek przy ul. Malczewskiego 3 – najstarszy budynek znajdujący się na ulicy; była to dawna Gospoda „Złota Gwiazda” (niem. Gasthof Goldener Stern) założona w połowie XVIII wieku[11]; zajazd był bardzo popularny wśród mieszkańców Kłodzka, miał na swoich tyłach ogród mogący pomieścić 500 osób[35]; po 1945 roku znajdowały ulokowano w nim Wrocławskie Zakłady Drobiarskie „Poldrob”, które upadły ostatecznie w 1997 roku po powodzi; obiekt został ostatecznie rozebrany w grudniu 2016 roku[36].
- budynek przy ul. Malczewskiego 3a – powstał w połowie XIX wieku i stanowił część kompleksu Gospody „Złota Gwiazda”, przeszedł przebudowę w latach 20. XX wieku, która nadała mu obecny wygląd; po II wojnie światowej także należał do Wrocławskich Zakładów Drobiarskich „Poldrob”; obecnie mieści się w nim sklep firmowy Zakładów Drobiarskich „Ami” z Mikstatu[37].

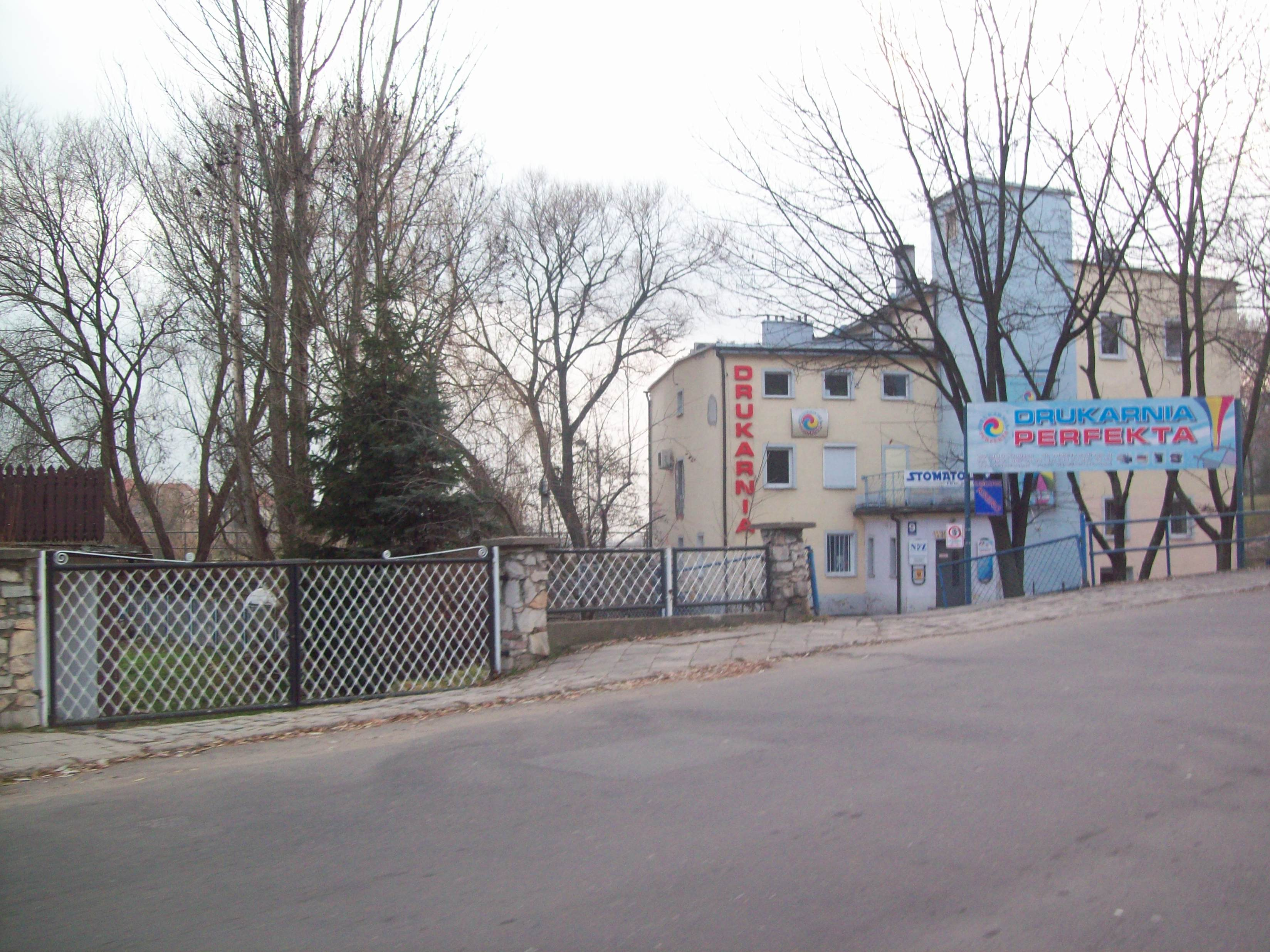
Drukarnia Perfekta przy ul. Malczewskiego 9 w dawnym XIX-wiecznym młynie zbożowym

- dom przy ul. Malczewskiego 5 – powstał w latach 30. XX wieku jako prywatny dom jednorodzinny; obecnie mieści się w nim także bar „Zielone Bistro”[38].
- pawilon handlowy przy ul. Malczewskiego 5a, 5b i 5c – powstał w 1. dekadzie XXI wieku, aktualnie mieści się w nim m.in. bar szybkiej obsługi „Promenada Smaków”[39].
- pawilon handlowo-usługowy przy ul. Malczewskiego 7 – punkt usługowy zbudowany na początku XXI wieku; obecnie mieści się w nim kwiaciarnia oraz punkt dorabiania kluczy; znajduje się na tej samej działce co sąsiedni dom[40].
- dom przy ul. Malczewskiego 7 – dwupiętrowy dom mieszkalny ze spadowym dachem, pochodzący z okresu dwudziestolecia międzywojennego[41].
- dom przy ul. Malczewskiego 7a i 7b – obiekt powstały w końcu XX wieku, składa się z części mieszkalnej oraz z „Restauracji nad Wodospadem”, założonej w 1992 roku; obiekt dysponuje dwiema salami na 70 i 40 osób[42].
- dawny młyn przy ul. Malczewskiego 9 – istnienie młyna w tej części miasta datują już średniowieczne źródła[43]; obecny budynek powstał w połowie XIX wieku na początku kanału Młynówki, przy jazie na rzece Nysa Kłodzka jako młyn zbożowy[44]; po 1945 roku został przekształcony w drukarnię: Zakład Produkcyjny Foto-Pam, należący do Polskiego Towarzystwa Turystyczno-Krajoznawczego; w 1992 roku został on sprywatyzowany i działa jako Zakład Poligraficzny „Perfekta”[45].
- klatkowiec przy ul. Malczewskiego 14–24 – stanowi kontynuację budynku mieszkalnego 2–12, zbudowany jako pierwszy blok na Osiedlu Nysa w latach 1965–1966, z tej racji też początkowo otrzymał numer „A”; także składa się z sześciu jednolitych segmentów – każdy z osobną klatką wejściową od strony ulicy[46].
- blok mieszkalny przy ul. Malczewskiego 26 – siedmiokondygnacyjny budynek wielorodzinny przylegający do dużego, szeregowego budynku nr 14–24, powstał w 1967 roku i ma dobudowaną kotłownią osiedlową[47].
- Zespół bloków mieszkalnych: C, D, E, F, G i H – bloki powstały kolejno w latach 1966–1967 w centralnej południowej części Wyspy Piasek, od zachodu graniczące z ul. Dunikowskiego; są to pięciokondygnacyjne klatkowce składające się z trzech segmentów; każdy z członów budynków numerowanych jako „I”, „II” i „III” ma własną klatkę schodową oraz po 2 lub 3 mieszkania na piętrach; wyjątek stanowi blok „C”, który składa się z czterech segmentów[48].